# Parti lile
A parti lile (Charadrius hiaticula) madarak osztályának, a lilealakúak (Charadriiformes) rendjébe, ezen belül a lilefélék (Charadriidae) családjába  tartozó faj.

## Rendszerezése
A fajt Carl von Linné svéd természettudós írta le 1758-ban.

## Alfajai
- Charadrius hiaticula hiaticula Linnaeus, 1758
- Charadrius hiaticula psammodromus Salomonsen, 1930
- Charadrius hiaticula tundrae (Lowe, 1915)[2]

## Előfordulása
Európa és Ázsia északi részén fészkel, ősszel Afrika déli részéig vonul. Természetes élőhelyei a sziklás és homokos tengerpartok, sós és édesvizű tavak, víztárolók, folyók és patakok környéke. Hosszútávú vonuló.

### Kárpát-medencei előfordulása
Magyarországon rendszeres vendég, főleg az Alföldön észlelhető. Tavasszal és ősszel vonul át.

## Megjelenése
Testhossza 18-20 centiméter, szárnyfesztávolsága 48-57 centiméteres, testtömege 55-73 gramm. Csőre narancssárga, hegyén fekete folttal. Nyakán fehér és fekete gyűrű található.
|  |  |

## Életmód
Rákokkal, férgekkel, puhatestűekkel és rovarokkal táplálkozik, melyet talajon vagy sekély vízben keresgél.

## Szaporodása
Énekével csábítja a tojót. Fészkét földön lévő mélyedésbe készíti. A tojások hegyesek, ami megnehezíti az elgurulást, hegyük a fészek középpontjára mutat. Fészekalja 2-5 tojásból áll, melyen mindkét szülő felváltva 23-25 napig kotlik. A fiókák egy hónap után önállóvá válnak. A fészke mellől elcsalja a támadót, miközben a fiókák a földön lapulnak.
|  |  |

## Természetvédelmi helyzete
Az elterjedési területe rendkívül nagy, egyedszáma viszont csökken, de még nem éri el a kritikus szintet. A Természetvédelmi Világszövetség Vörös listáján nem fenyegetett fajként szerepel. Magyarországon védett, természetvédelmi értéke 25 000 forint.